# Anthrax siccus
Anthrax siccus är en tvåvingeart som beskrevs av Yeates och Christine Lynette Lambkin 1999. Anthrax siccus ingår i släktet Anthrax och familjen svävflugor. Inga underarter finns listade i Catalogue of Life.